# Fredrik Hansen
Fredrik Hansen (Drammen, 13 giugno 1979) è un vescovo cattolico norvegese, dal 16 luglio 2025 vescovo di Oslo.

## Biografia
Fredrik Hansen è nato a Drammen il 13 giugno 1979 da genitori evangelici luterani.

### Primi anni
Ha frequentato la Jordet-Schule e la Brunla-Oberschule a Stavern e in seguito la scuola superiore "Thor Heyerdahl" a Larvik.
Il 27 dicembre 1999 si è convertito dalla Chiesa di Norvegia alla Chiesa cattolica romana ed è stato confermato nella chiesa parrocchiale di San Francesco a Larvik.
Nel 2004 ha conseguito la laurea in studi culturali presso l'Università di Oslo. Ha poi studiato filosofia e teologia cattolica all'Heythrop College di Londra e al seminario Allen Hall dell'arcidiocesi di Westminster. Durante gli anni di seminario è stato presidente dell'Associazione Pro Scandiae Populis, l'organizzazione che riunisce i candidati scandinavi al sacerdozio e agli ordini religiosi, e rappresentante degli studenti. Nel 2005 ha conseguito il Master of Arts presso l'Heythrop College  e nel 2007 il baccalaureato in teologia presso la Katholieke Universiteit Leuven.
Il 7 novembre 2005 è stato ammesso agli ordini sacri durante una messa tenutasi nella chiesa di San Francesco Saverio ad Arendal e presieduta da monsignor Bernt Ivar (Markus) Eidsvig, vescovo di Oslo. Il 1º luglio 2006 è stato ordinato diacono per la diocesi di Oslo nella cattedrale diocesana da monsignor Bernt Ivar (Markus) Eidsvig, vescovo di Oslo. Lì il 21 aprile 2007 è stato ordinato presbitero per la medesima circoscrizione dallo stesso presule. In seguito è stato vicario parrocchiale della parrocchia di Santa Maria a Lillehammer dal 15 agosto 2007  al 2008, prefetto del seminario "Sant'Agostino Erlendsson" di Oslo dal 1º ottobre 2007  al 2008 e segretario personale del vescovo Bernt Ivar (Markus) Eidsvig dal 15 agosto 2007  al 1º settembre 2011. A partire dal 2008 ha ripreso gli studi presso la Pontificia Università Gregoriana a Roma  e nel 2011 ha conseguito la licenza in diritto canonico con una tesi intitolata "To the Apostolic Signatura est rectæ administrationi iustitiæ invigilare". Contemporaneamente ha prestato servizio come vice-rettore del seminario "Sant'Agostino Erlendsson" di Oslo dal 15 agosto 2008  al 1º settembre 2010, vice-rettore del Collegio Svedese a Roma, segretario del Consiglio episcopale norvegese dal 20 agosto 2009  al 2011, notaio della prelatura territoriale di Trondheim dal 17 giugno 2009, membro del consiglio ministeriale della diocesi di Oslo dal 1º settembre 2009  e vice-rettore del Pontificio Istituto di Santa Maria dell'Anima a Roma dal 4 aprile 2011.
Nel 2011 è stato ammesso alla Pontificia Accademia Ecclesiastica, l'istituto che forma i diplomatici della Santa Sede. Parimenti è stato giudice presso il tribunale ecclesiastico della diocesi di Oslo dal 2011 al 2016. Il 31 gennaio 2013 ha conseguito il dottorato in diritto canonico presso la Pontificia Università Gregoriana con una tesi intitolata "The unity and threefold expression of the potestas regiminis of the Diocesan Bishop – cann. 381 § 1 and 391" avendo per relatore padre Gianfranco Ghirlanda. È stato il primo norvegese a entrare nel servizio diplomatico della Santa Sede. Ha prestato servizio come addetto presso la nunziatura apostolica in Honduras dal 1º luglio 2013  al 16 dicembre 2015 e presso le missioni permanenti della Santa Sede presso le organizzazioni internazionali a Vienna (ovvero l'Ufficio delle Nazioni Unite, l'Organizzazione per la sicurezza e la cooperazione in Europa, l'Agenzia internazionale per l'energia atomica e l'Organizzazione del trattato per la messa al bando totale degli esperimenti nucleari) dal 16 dicembre 2015  al 1º luglio 2019 e presso l'Organizzazione delle Nazioni Unite a New York dal 1º luglio 2019  al 2022. Il 23 dicembre 2017 papa Francesco gli ha conferito il titolo onorifico di cappellano di Sua Santità.
Il 1º luglio 2022 ha lasciato il servizio diplomatico della Santa Sede ed è entrato nella Compagnia dei sacerdoti di San Sulpizio. Oltre al noviziato, ha insegnato diritto canonico ed ecclesiologia presso la St. Mary's Seminary & University di Baltimora dove ha prestato servizio anche come decano degli studi.

### Ministero episcopale
Il 1º novembre 2024 papa Francesco lo ha nominato vescovo coadiutore di Oslo. Ha ricevuto l'ordinazione episcopale il 18 gennaio successivo nella cattedrale di Sant'Olav a Oslo dal cardinale Pietro Parolin, Segretario di Stato di Sua Santità, co-consacranti il vescovo di Oslo Bernt Ivar (Markus) Eidsvig e il vescovo-prelato di Trondheim e amministratore apostolico di Tromsø Erik Varden.
Lo stesso giorno monsignor Eidsvig lo ha nominato vicario generale.
Il 16 luglio 2025 è succeduto alla medesima sede.

## Opere
- Vend om. Skriftemålets sakrament, Oslo, St. Olav, 2008, ISBN 978-82-91886-13-8.
- Det annet vatikankonsil – dokumenter, Oslo, St. Olav, 2013,  pp. 612, ISBN 978-82-7024-259-7. URL consultato il 20 luglio 2025.
- Mysterium og institusjon. Det annet vatikankonsil om Kirken, Oslo, St. Olav, 2014,  pp. 198, ISBN 978-82-7024-297-9. URL consultato il 20 luglio 2025.
- The unity and threefold expression of the "potestas regiminis" of the Diocesan Bishop – cann. 381 § 1 and 391, collana Tesi Gregoriana. Serie Diritto canonico, Roma, Editrice Pontificia Università Gregoriana, 2014,  pp. 214, ISBN 978-88-7839-276-2. URL consultato il 20 luglio 2025.
- The Threefold Power of Governance, in Studia canonica, n. 48, 2014,  pp. 373-410.
- Judicial Power and the Diocesan Bishop, in Canon Law Society Newsletter, n. 184, 2015,  pp. 92-106.
- Papal Legates and the Jurisdiction of Diocesan Bishops, in The Jurist, n. 78, 2022,  pp. 477-499.
- Sound Decentralization and Institutional Synodality, in The Jurist, n. 79, 2023,  pp. 373-404.

## Genealogia episcopale
La genealogia episcopale è:
- Cardinale Scipione Rebiba
- Cardinale Giulio Antonio Santori
- Cardinale Girolamo Bernerio, O.P.
- Arcivescovo Galeazzo Sanvitale
- Cardinale Ludovico Ludovisi
- Cardinale Luigi Caetani
- Cardinale Ulderico Carpegna
- Cardinale Paluzzo Paluzzi Altieri degli Albertoni
- Papa Benedetto XIII
- Papa Benedetto XIV
- Papa Clemente XIII
- Cardinale Bernardino Giraud
- Cardinale Alessandro Mattei
- Cardinale Pietro Francesco Galleffi
- Cardinale Giacomo Filippo Fransoni
- Cardinale Antonio Saverio De Luca
- Arcivescovo Gregor Leonhard Andreas von Scherr, O.S.B.
- Arcivescovo Friedrich von Schreiber
- Arcivescovo Franz Joseph von Stein
- Arcivescovo Joseph von Schork
- Vescovo Ferdinand von Schlör
- Arcivescovo Johann Jakob von Hauck
- Vescovo Ludwig Sebastian
- Cardinale Joseph Wendel
- Arcivescovo Josef Schneider
- Vescovo Josef Stangl
- Papa Benedetto XVI
- Cardinale Pietro Parolin
- Vescovo Fredrik Hansen